# Unterschulenberg

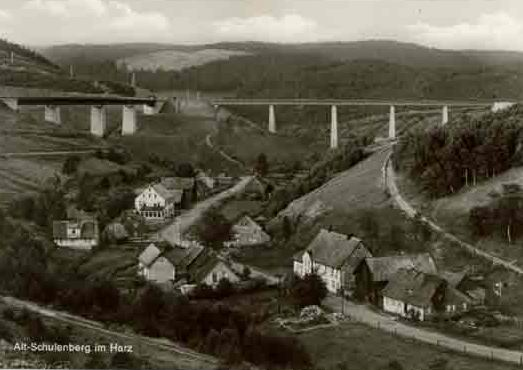
Unterschulenberg um 1950, im Hintergrund bereits die Brücken für die Okertalsperre

Unterschulenberg bildete mit Mittelschulenberg und Oberschulenberg sowie Festenburg das alte Schulenberg im Oberharz im heutigen niedersächsischen Landkreis Goslar. Die Einwohner wurden 1954 umgesiedelt, die Gebäude weitgehend abgerissen, da der Ort nun von der Okertalsperre überflutet ist.

## Lage
Acht Kilometer nördlich befindet sich die Kreisstadt Goslar, drei Kilometer südlich die Bergstadt Altenau und neun Kilometer südwestlich die Bergstadt Clausthal-Zellerfeld. Der heutige Kernort Schulenberg im Oberharz liegt einen halben Kilometer westlich.

## Verkehrsanbindung
Unterschulenberg lag wie Mittel- und Oberschulenberg auch am Vorgänger der heutigen Landesstraße 517, die etwa zwei Kilometer nordöstlich von der Bundesstraße 498 abzweigt und sieben Kilometer westlich von Unterschulenberg bei Clausthal-Zellerfeld in die Bundesstraße 241 mündet. Heute verläuft sie am nordöstlichen Ufer des Stausees.

## Geschichte
An den Berghängen und im Tal des Weißen Wassers bestand vor 1291 die Meysen Silberhütte, auch Casa de Wittenwater genannt, sowie die Frauen Vorgluck Hütte, welche bereits Erze aus den dortigen Gewerken und dem Rammelsberg verarbeitet haben. Als Besitzer der Anlagen werden Burchard von Wildenstein und ab 1381 die Gutsherren von Wallmoden genannt. 1466 werden eine Sägemühle, sowie ein dortiger Rinderstall genannt.
1701 wird eine Hüttenanlage errichtet. Weitere Gebäude wurden in der Nähe des Hüttenplatzes erbaut, dort, wo die Gewässer Große und Kleine Bramke mit dem Weißen Wasser zusammenfließen. Etwas oberhalb des Ortes befanden sich die Gruben des Schulenberger Reviers, gefördert wurde vor allem Silber, Kupfer und Blei. 1733 brach der unterste Schalker Teich und zerstörte Anlagen der Hütte sowie ein Forsthaus. Schulenberg zählte  zu diesem Zeitpunkt 30 Einwohner. Für 1773 werden 44 Einwohner gezählt. Ab 1778 existierte eine Schule in Unterschulenberg, welche 1890 durch ein neues Gebäude ersetzt wurde.
Mit der Aufgabe der Gruben, als letzte und ergiebigste wurde die Grube Juliane Sophia im Jahr 1904 geschlossen, lag der Hauptwirtschaftszweig von Schulenberg in der Forstwirtschaft. Ab Beginn des 20. Jahrhunderts wurden Pläne verfolgt, im Okertal eine Talsperre zu errichten, was die Überflutung der Siedlung bedeutete. Seit 1928 bestand ein Bauverbot in Unterschulenberg. Ab 1938 wurde eine Ortsumgehung gebaut, da die Talstraße wegen des späteren Okerstausees nicht mehr nutzbar sein würde. Nach dem Zweiten Weltkrieg begannen die Harzwasserwerke 1952 mit dem Bau der Staumauer. Am Sonntag, den 29. August 1954 zogen die rund 300 Bewohner zusammen mit etwa 10.000 Menschen in einem Marsch von Unterschulenberg nach Neu-Schulenberg. Dort entstand das heutige Zentrum Schulenbergs, zirka 60 Meter über dem Stausee gelegen. Die alten Gebäude wurden bis auf die Grundmauern abgerissen; 1956 wurde das Tal dann zum ersten Mal geflutet.